# Diamonds Are a Girl's Best Friend
Pour les articles homonymes, voir Diamond, Girl et Friend.
Clip vidéo
[vidéo] « Marilyn Monroe Diamonds are a girl's best friend », sur YouTube
Diamonds Are a Girl's Best Friend (les diamants sont le meilleur ami d'une fille, en anglais) est un standard de jazz de music-hall américain, interprété par Carol Channing dans la comédie musicale de Broadway Les hommes préfèrent les blondes de 1949, des auteurs-compositeurs Jule Styne et Leo Robin, d'après le roman du même nom d'Anita Loos de 1925. Marilyn Monroe devient une star de cinéma et un sex-symbol américain avec sa reprise emblématique en 1953 pour la musique du film musical Les hommes préfèrent les blondes de Howard Hawks. Cette chanson est classée 12e chanson de film les plus importantes de tous les temps par l'American Film Institute.

## Histoire
Jeune mannequin-actrice-chanteuse-danseuse encore inconnue, Marilyn Monroe tourne à partir de 1947 quelques premiers films musicaux de starlette d'Hollywood, où elle interprète ses premières chansons d'amour prometteuses de music-hall, dont Every Baby Needs A Da Da Daddy  (chaque bébé à besoin d'un papa), Anyone Can See I Love You (tout le monde peut voir que je t'aime) du film Les Reines du music-hall (1948), de Phil Karlson de Columbia Pictures...

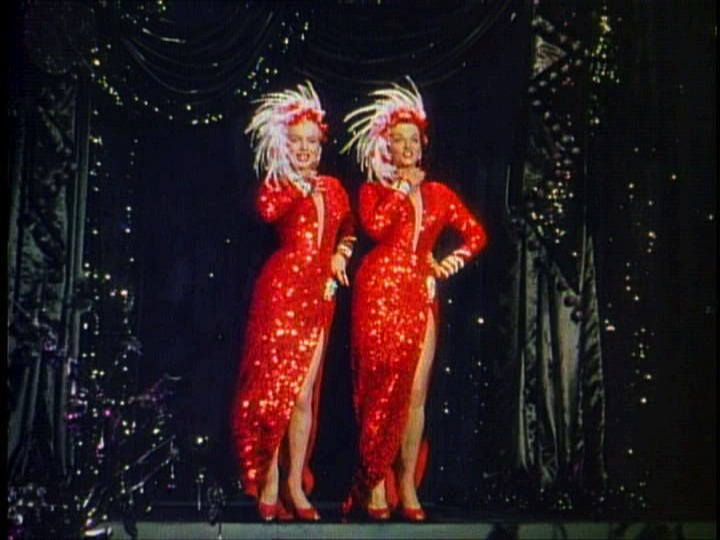
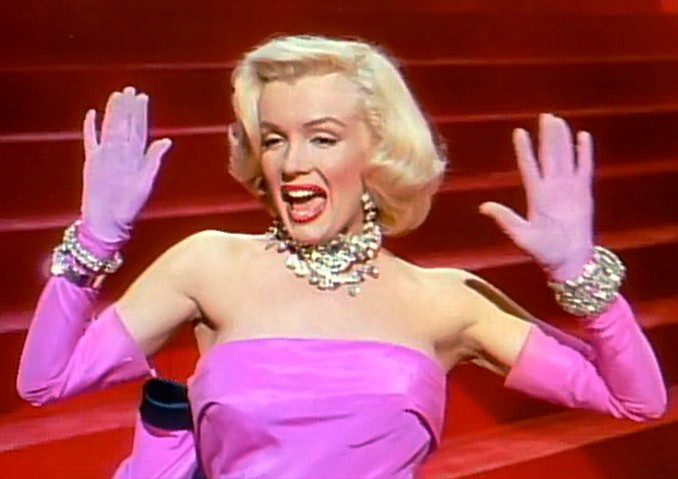
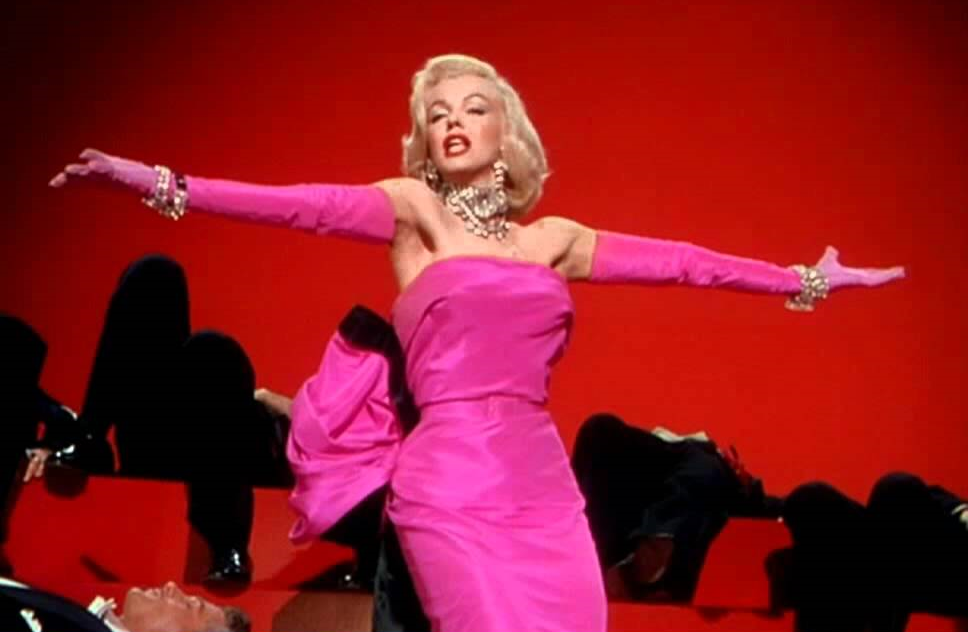

Le succès mondial de 1953 (5 ans plus tard) de ce film Les hommes préfèrent les blondes de la 20th Century Fox ( un des premiers films en Technicolor ) la propulse du rang de  starlette à celui de star de cinéma et sex-symbol américain. 
Marilyn Monroe (alors âgée de 27 ans) interprète cette chanson de music-hall emblématique du cinéma américain, sur le thème de « l'amour et des diamants » sur fond de big band jazz, avec sa célèbre robe rose, et ses nombreux diamants prêtés par le joaillier américain Harry Winston (surnommé « le roi des diamants », celui des paroles de la chanson). La chanson et la chorégraphie (également interprétée par Jane Russell dans le film) sont un clin d’œil cinématographique humoristique réadapté par Marilyn Monroe de la célèbre valse viennoise autrichienne « Kaiserwalzer » (valse de l'Empereur) de 1889 de Johann Strauss II (fils) (reprise dans le film Sissi impératrice de 1956, pour une valse de l'impératrice Sissi (Romy Schneider) avec son époux l'empereur François-Joseph Ier d’Autriche au palais du Hofburg de Vienne) « Les Français sont ravis de mourir pour l'amour, ils aiment se battre en duel, mais je préfère un homme vivant et qui m'offre de coûteux joyaux. Le baise-main est peut-être très continental, mais les diamants sont le meilleur ami de la femme, un baiser est très bien, mais ça ne paie pas le loyer de votre humble appartement ni ne vous aide à la laverie. Les hommes se refroidissent quand les femmes vieillissent, et nous perdons toutes nos charmes à la longue, mais taillés en carré ou en goutte d'eau, ces cailloux ne perdent pas leurs formes, les diamants sont le meilleur ami de la femme. Tiffany's, Cartier, Black Star, Frost, Gorham, parlez-en moi, Harry Winston, parlez m'en encore... ». Cette chanson et chorégraphie inspire entre autres sa chanson et chorégraphie My Heart Belongs to Daddy (mon cœur appartient à papa) un de ses grands succès d'un de ses derniers film musical Le Milliardaire de George Cukor, en 1960.

## Comédie musicale et cinéma
- 1949 : Les hommes préfèrent les blondes (comédie musicale), interprétée par Carol Channing.
- 1953 : Les hommes préfèrent les blondes, de Howard Hawks, interprétée par Marilyn Monroe et Jane Russell.
- 1980 : Le Muppet Show, interprétée dans un épisode par Carol Channing et Miss Piggy[8].
- 2001 : Moulin Rouge, de Baz Luhrmann, interprété par Nicole Kidman[9].
- 2001 : Moulin Rouge! (comédie musicale), inspirée du film précédent.
- 2010 : Burlesque, de Steve Antin.

## Reprises
Elle est reprise par de nombreux interprètes, dont Nicole Kidman, Kylie Minogue, Christina Aguilera, Geri Halliwell, Beyoncé, Olivia Ruiz & Izïa Higelin, The Star Sisters, Miss Piggy du Muppet Show...

## Postérité
En 1985, elle inspire la chanson et le clip Material Girl de Madonna. En 1987, dans une interview donnée au New York Daily News, Madonna dit : « Eh bien, ma scène préférée de tous les films de Monroe est quand elle fait cette séquence de danse dans Diamonds Are a Girl's Best Friend. Et quand est venu le temps de faire un clip pour la chanson [Material Girl], j’ai dit, je peux juste refaire l’ensemble de cette scène et elle sera parfaite. […] Marilyn a été transformée en quelque chose qui n’est pas humain en quelque sorte, mais je peux comprendre cela. Sa sexualité était quelque chose par laquelle tout le monde était obsédé et je peux m’identifier à cela. Et il y avait certaines choses sur sa vulnérabilité dont je suis curieuse et par lesquelles je suis attirée. »

## Distinction
- 12e chanson de film les plus importantes de tous les temps de l'AFI's 100 Years... 100 Songs de l'American Film Institute.